# کوپیانو
کوپیانو (به ایتالیایی: Copiano) یک کومونه در ایتالیا است که در استان پاویا واقع شده‌است.

## خصوصیات
کوپیانو ۴٫۳ کیلومترمربع مساحت و ۱٬۴۵۷ نفر جمعیت دارد.